# Syntretus vigilax
Syntretus vigilax är en stekelart som först beskrevs av Léon Abel Provancher 1880.  Syntretus vigilax ingår i släktet Syntretus och familjen bracksteklar. Inga underarter finns listade i Catalogue of Life.